# Walter Oehmichen
Walter Oehmichen (* 30. Juli 1901 in Magdeburg; † 2. November 1977 in Augsburg) war ein deutscher Schauspieler und Regisseur. Er gründete 1948 das Marionettentheater „Augsburger Puppenkiste“.

## Leben
Walter Oehmichen wurde als Sohn des Buchhalters Robert Oehmichen und dessen Frau Marie Emma Helene, geb. Schröter, in Magdeburg geboren. Auf Wunsch seiner Eltern wurde er zunächst Fotograf, wollte dann jedoch seinen Traumberuf verwirklichen und studierte Schauspiel in Düsseldorf bei Louise Dumont. Zu seinen Freunden während der Studienzeit zählten Gustaf Gründgens und Paul Kemp. Ab 1920 hatte er Engagements in Nordhausen, Gleiwitz, Neuß, Duisburg, Osnabrück und Thale. Ab 1931 spielte er im Augsburger Stadttheater und wurde dort Oberspielleiter.
Als er 1940 im Zweiten Weltkrieg in Calais stationiert war, entdeckte er in einer Schule, in der er mit seiner Truppe einquartiert war, ein kleines Puppentheater. Um seine Kameraden zu unterhalten, bastelte er aus Pappe einige Figuren und spielte ihnen vor. Sobald er im Herbst entlassen wurde, begann er mit dem Bau eines Haustheaters für seine Familie. Dieses Haustheater, „der Puppenschrein“, konnte in einen Türrahmen gestellt werden, und ein dahinter stehender Tisch diente als Bühne.
Am 15. November 1943 gab er mit seiner Frau und seinen beiden Töchtern die erste Vorstellung des Puppenschreins mit dem Stück Die drei Wünsche nach Franz Graf von Pocci vor Familie und Bekannten. Hänsel und Gretel war das zweite Stück des Puppenschreins, das Oehmichen mit seiner Familie auch im Hospital den im Krieg verwundeten Patienten vorspielte. Bei einem Bombenangriff auf Augsburg am 26. Februar 1944 wurde der Puppenschrein zerstört, nachdem Walter Oehmichen am Vorabend im Stadttheater eine Vorstellung für die Kinder der Schauspieler gegeben und den Schrein dort stehen gelassen hatte. Seine Figuren hatte er mit nach Hause genommen.
Als Oehmichen im Herbst 1944 wieder zum Kriegsdienst eingezogen wurde und kurz darauf wegen einer Mandelentzündung nach Darmstadt ins Lazarett (Elisabethenstift) gelangte, machte er dort die Bekanntschaft eines Holzbildhauers, der ihm das Schnitzen beibrachte und mit dessen Hilfe er zwei Marionetten (einen Storch und einen Gevatter Tod) baute.

### Augsburger Puppenkiste

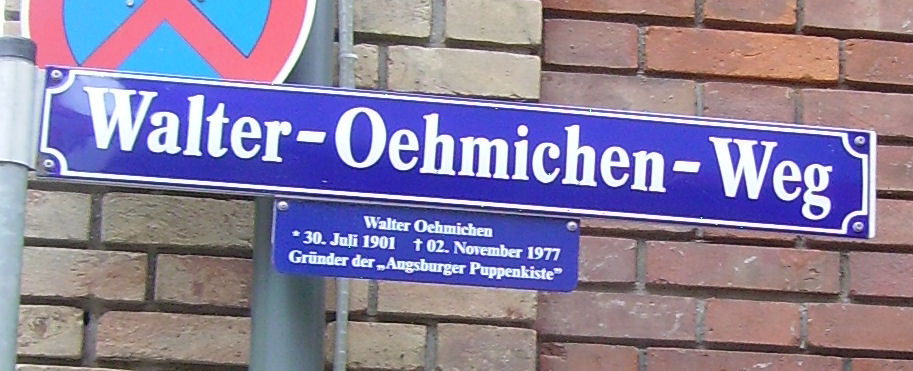
Ehrung Walter Oehmichens

Nachdem er 1945 aus der Kriegsgefangenschaft entlassen worden war, machte er sich in Augsburg an die Planung und den Bau eines neuen Marionettentheaters. Sein Wunsch war es, eine transportable Bühne zu bauen, die in eine Kiste gepackt werden und mitgenommen werden konnte. Daraus entwickelte sich die Idee für die Augsburger Puppenkiste. Auf der Suche nach einem geeigneten Raum für sein Theater überließ ihm die Stadt das alte, von Stadtbaumeister Elias Holl errichtete Heilig-Geist-Spital, in dem sich die Puppenkiste noch heute befindet. Nach drei Jahren Arbeit eröffnete Walter Oehmichen am 26. Februar 1948, genau vier Jahre nach der Zerstörung des Puppenschreins, seine „Augsburger Puppenkiste“ mit dem Märchenstück Der gestiefelte Kater.

### Privates
Walter Oehmichen war mit der Schauspielerin Rose Oehmichen (1901–1985) verheiratet, die viele Puppen einkleidete und manchen ihre Stimme lieh. Aus der Ehe stammen die Töchter Ulla und Hannelore, die über 6.000 Puppen herstellten. Oehmichen war auch Mitglied des Männerbundes Schlaraffia.
Am 2. November 1977 starb Walter Oehmichen im Alter von 76 Jahren in Augsburg. Das Grab von Walter und Rose Oehmichen (B12-20) befindet sich auf dem Friedhof von Stadtbergen im Landkreis Augsburg.

## Filmografie
Darsteller
- 1954: Doctor Johannes Faust (Faust)
- 1959: Wie das Eselchen das Christkind suchte[4]
- 1961: Jim Knopf und Lukas der Lokomotivführer (vierteilige Miniserie im Fernsehen) (Kaiser von China)
- 1962: Jim Knopf und die Wilde 13 (vierteilige Miniserie im Fernsehen) (Kaiser von China und Pirat der Wilden 13)
- 1963: Der kleine dicke Ritter Oblong Fitz-Oblong (Fernsehserie) (Herzog Westenglands und Herold)
- 1965: Der Löwe ist los! (fünfteilige Miniserie im Fernsehen) (Löwe und Vater Schluckauf)
- 1966: Räuber Hotzenplotz (Zauberer Petrosilious Zwackelmann)
- 1966: Kommt ein Löwe geflogen (vierteilige Miniserie im Fernsehen) (Löwe und Vater Schluckauf)
- 1967: Gut gebrüllt, Löwe (vierteilige Miniserie im Fernsehen) (Löwe)
- 1967: Von dem Fischer und seiner Frau (Fischer)[5]
- 1967: Die zertanzten Schuhe[6]
- 1968: Rumpelstilzchen[7]
- 1969: Urmel aus dem Eis (vierteilige Miniserie im Fernsehen) (Professor Habakuk Tibatong)
- 1972: Wir Schildbürger (13-teilige Ritterserie im Fernsehen 1973) (Bürgermeister Georg Christian Tröltsch)[8]
- 1976: Jim Knopf und Lukas der Lokomotivführer (vierteilige Miniserie im Fernsehen) (Kaiser von China)
- 1977: Jim Knopf und die Wilde 13 (vierteilige Miniserie im Fernsehen) (Kaiser von China)

Regie
- 1953: Brüderchen und Schwesterchen (gemeinsam mit Hubert Schonger)
- 1953: Die goldene Gans

Drehbuch
- 1955: Schneeweißchen und Rosenrot
- 1955: Schneewittchen und die 7 Zwerge
- 1967: Gut gebrüllt, Löwe (vierteilige Miniserie im Fernsehen)[9]